# マルヴァル
マルヴァル （Malleval）は、オーヴェルニュ＝ローヌ＝アルプ地域圏、ロワール県のコミューン。

## 地理
ピラ産地のバタロン渓谷を見下ろす岩山の上にある、小さな中世の町である。イゼール県から伸びるヴィエンヌ都市圏の一部である。
コミューンは地中海性気候の微気候を持ち、ウチワサボテンの一種Opuntia humifusaが自生する。

## 歴史
マルヴァルの城について初めて言及されるのは1157年である。村は13世紀終わりにはフォレ家の所有となっていた。ジャン・ド・フォレの末息子ルノーは、幼少期は聖職につくものとされたが1324年にサヴォイア家のマルグリットと結婚した。この結婚は彼に資産をもたらし、彼はシャヴァネとペリュサンの教区を購入して所領を拡張した。この時代に城はさらに美しくなり、マルヴァルの村は成長した。繁栄の時代が短期間であったのは、ルノーには後継者がいなかったうえ、彼は百年戦争のブリニェの戦いで捕虜となった後に発狂してしまったからである。
16世紀終わりのユグノー戦争で、ブレシュー男爵に村は荒らされて住民がすべていなくなってしまった。

## 人口統計
| 1962年 | 1968年 | 1975年 | 1982年 | 1990年 | 1999年 | 2007年 | 2014年 |
| ------ | ------ | ------ | ------ | ------ | ------ | ------ | ------ |
| 357    | 347    | 300    | 342    | 427    | 477    | 535    | 580    |

参照元:1962年から1999年までは複数コミューンに住所登録をする者の重複分を除いたもの。それ以降は当該コミューンの人口統計によるもの。1999年までEHESS/Cassini、2006年以降INSEE。

## ギャラリー

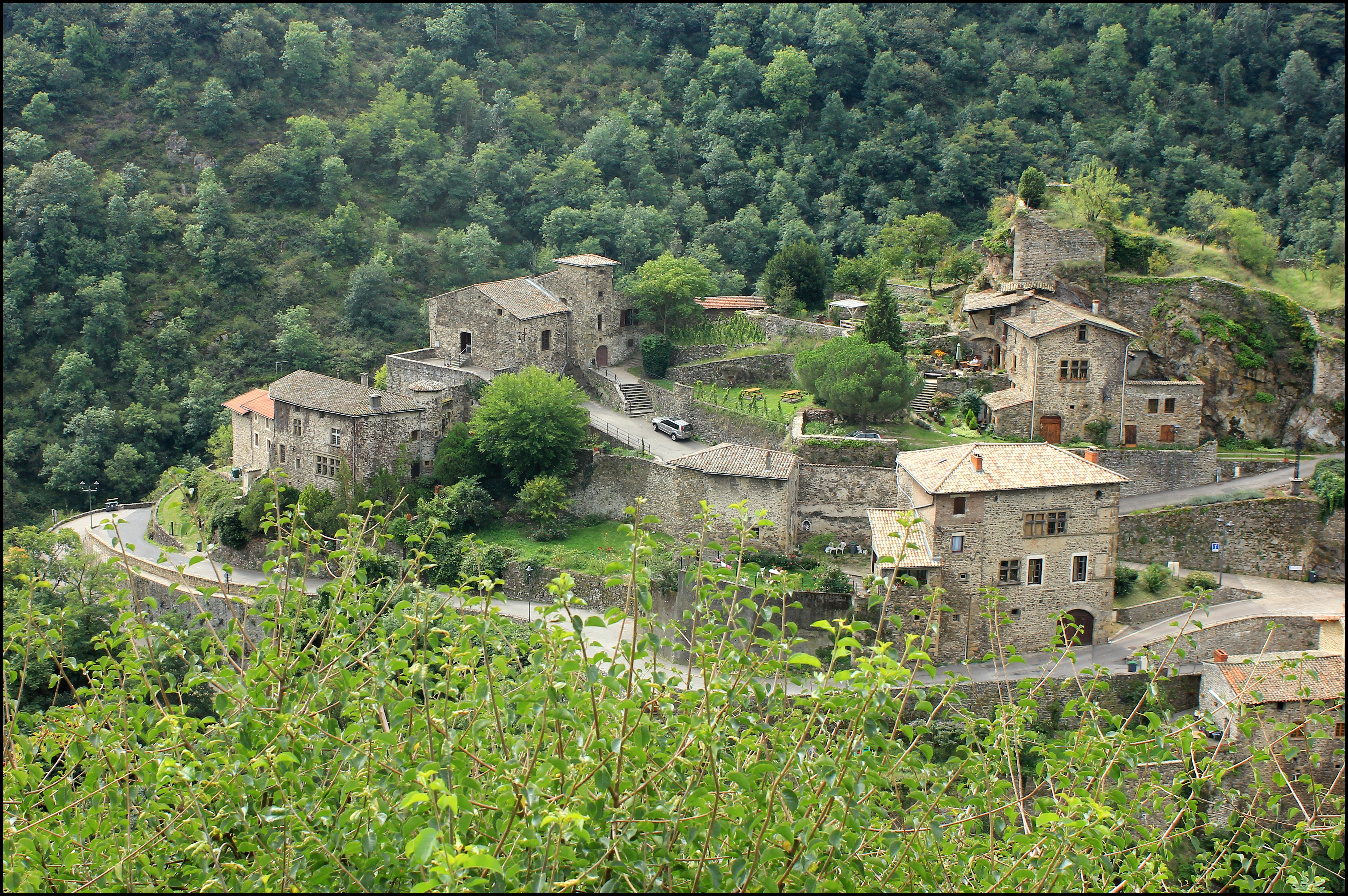
村
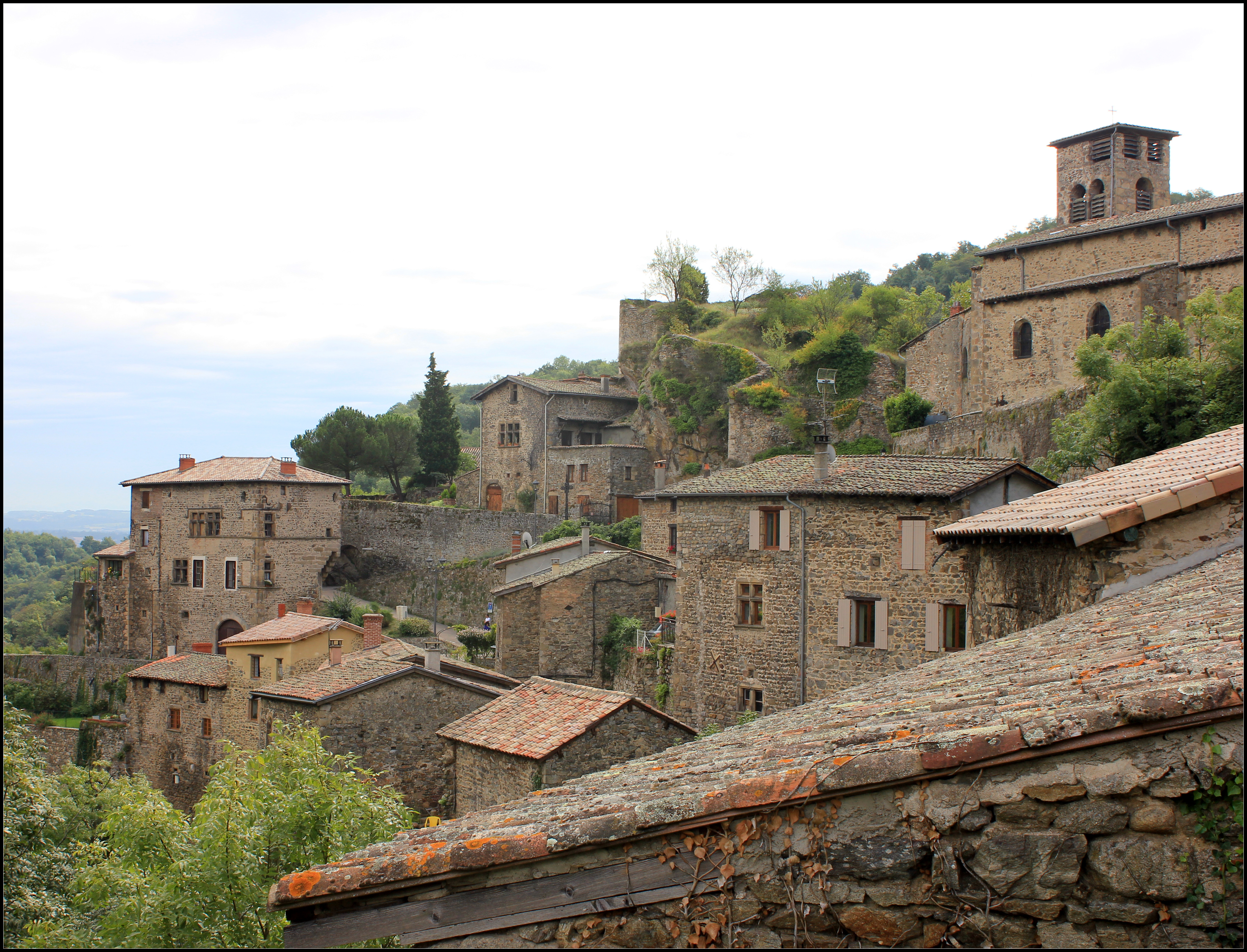
村
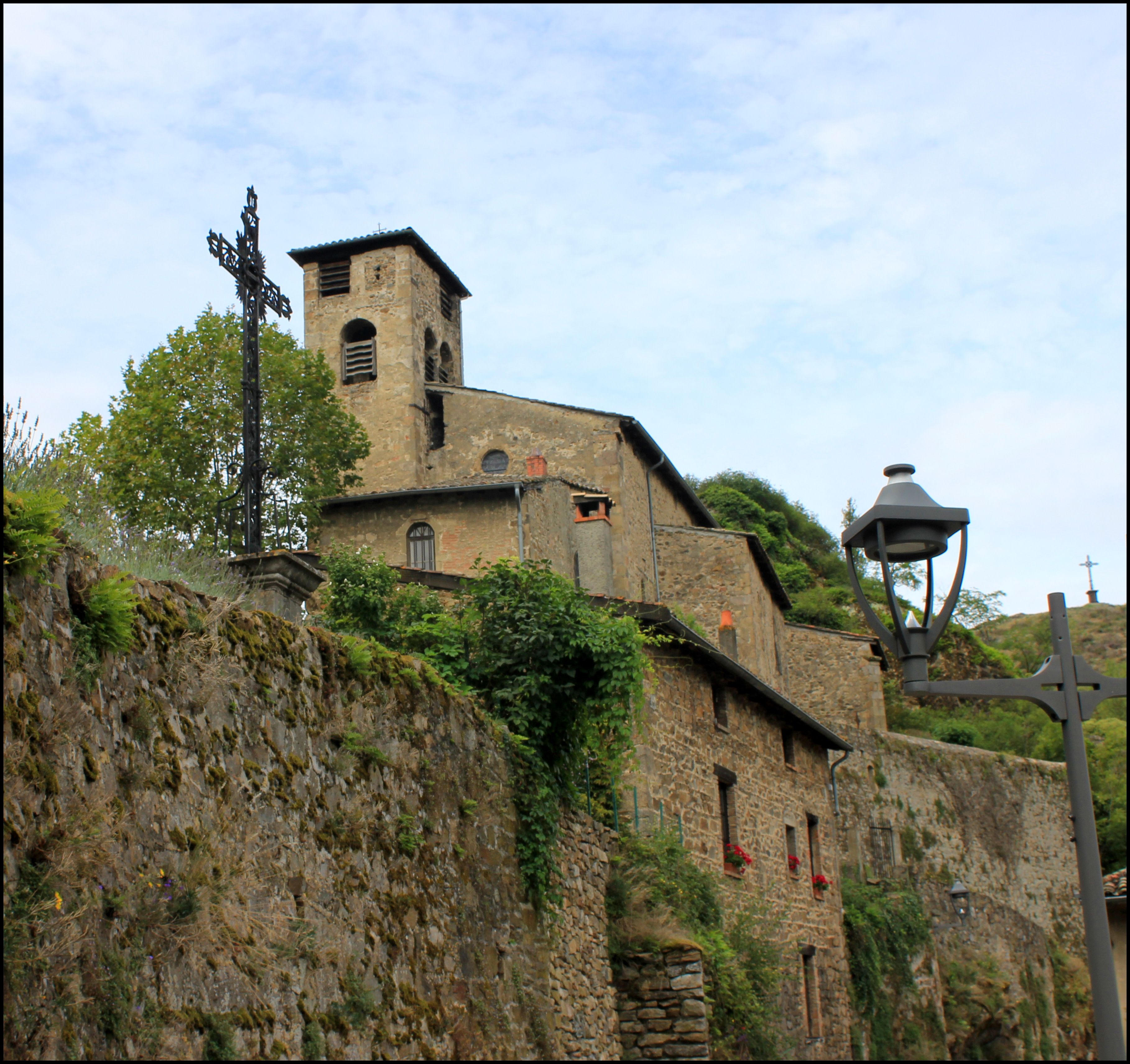
教会の鐘楼
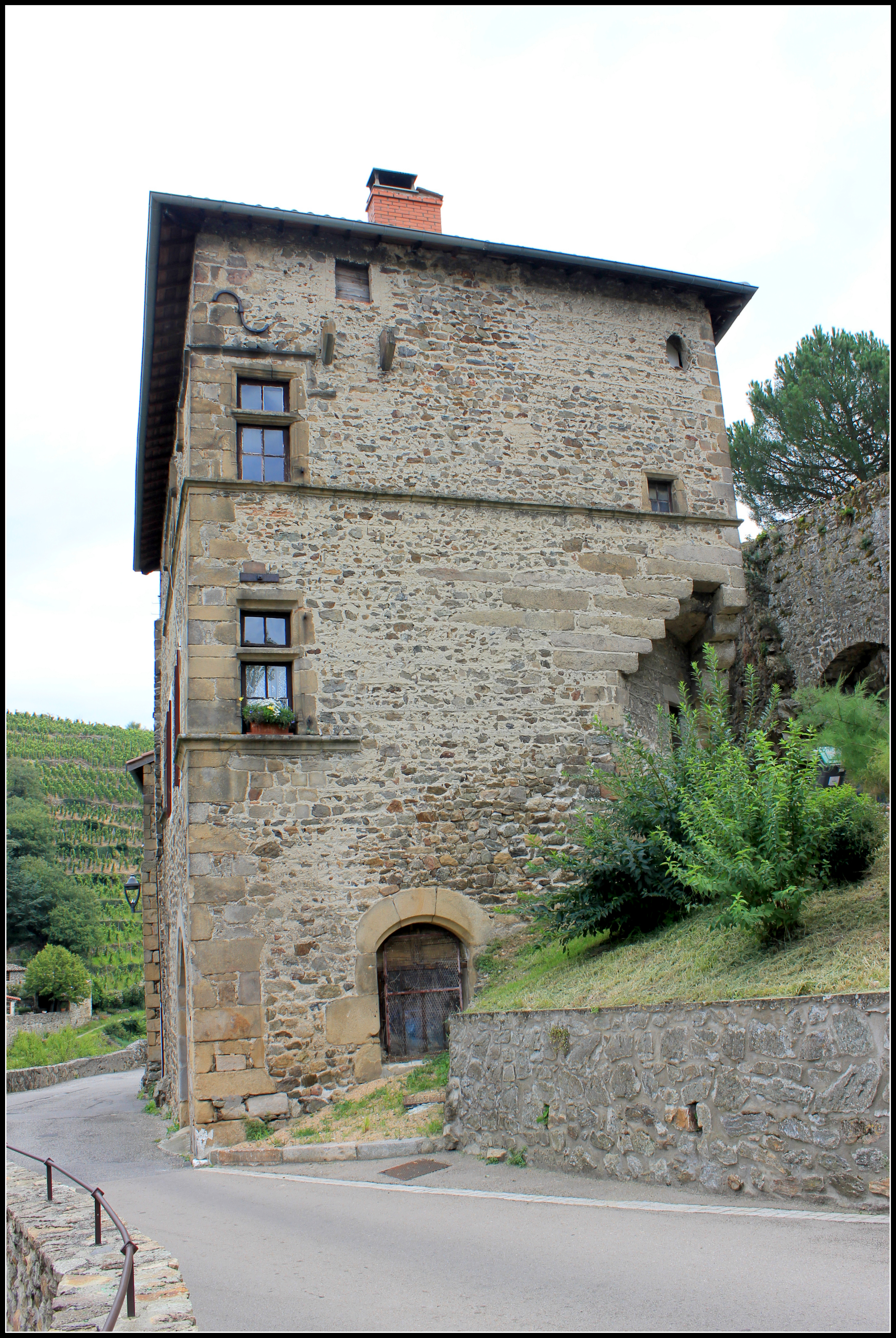
塩蔵